# John Ryan (calciatore 1947)
John Ryan (Lewisham, 20 luglio 1947) è un allenatore di calcio ed ex calciatore inglese, di ruolo centrocampista o difensore.

## Carriera

### Giocatore
Dopo aver giocato nei semiprofessionisti del Maidstone Utd trascorre la stagione 1964-1965 all'Arsenal, club della prima divisione inglese, con cui non gioca però nessuna partita ufficiale. Trascorre poi i quattro anni seguenti (i primi tre in prima divisione ed il quarto in seconda divisione) al Fulham, per un totale di 47 presenze ed un gol in incontri di campionato con la maglia dei Cottagers; nella stagione 1969-1970 conquista invece una promozione dalla terza alla seconda divisione con il Luton Town, club con cui poi tra il 1970 ed il 1974 gioca in seconda divisione, per poi trascorrervi anche la stagione 1974-1975 in prima divisione ed infine la stagione 1975-1976, nuovamente in seconda divisione, per un totale di 266 presenze e 10 reti in incontri di campionato con la maglia degli Hatters. Trascorre poi tre stagioni e mezzo in prima divisione al Norwich City, per un totale di 116 presenze e 26 gol, prima di trascorrere la parte finale del 1979 ed il 1980 nella NASL ai Seattle Sounders, con i quali mette a segno 18 reti in 56 partite di campionato. Torna quindi in patria, allo Sheffield Utd, con cui nella stagione 1980-1981 retrocede dalla terza alla quarta divisione inglese, categoria in cui l'anno seguente vince il campionato, con conseguente immediato ritorno in terza divisione delle Blades, con cui Ryan in due anni di permanenza gioca 56 partite e segna 2 gol. Nella stagione 1982-1983 gioca invece prima in prima divisione al Manchester City e poi in quarta divisione allo Stockport County; continua a giocare sporadicamente in quarta divisione con Chester City e Cambridge Utd (club di cui è anche allenatore), ritirandosi infine nel 1986, dopo una stagione trascorsa a livello semiprofessionistico nuovamente al Maidstone United (dove era contemporaneamente anche vice allenatore del club).
In carriera ha totalizzato complessivamente 517 presenze e 39 reti nei campionati della Football League.

### Allenatore
Dopo le esperienze precedentemente citate, nel 1991 ha allenato i semiprofessionisti del Sittingbourne, nel 1995 quelli del Dover Athletic e nella stagione 1996-1997 (e fino al dicembre del 1997) quelli del Dulwich Hamlet.

## Palmarès

### Giocatore

#### Competizioni nazionali
- Campionato inglese di quarta divisione: 1

Sheffield United: 1981-1982